# William A. Whiteford
William A. Whiteford ist ein US-amerikanischer Filmproduzent und Dokumentarfilmer.

## Leben
William A. Whiteford drehte mehrere Dokumentarfilmserien und ist zusammen mit Susan Hannah Hadary Gründer von MedSchool Maryland Production, die zum einen Lehrvideos für die University of Maryland Baltimore, zum anderen für den öffentlichen Rundfunk, den Discovery Channel, Discovery Health und HBO Dokumentarfilme dreht und produziert.
Ab den 1980er Jahren entstand die Stars of Inclusion-Serie, die sich mit den Lebenswelten behinderter Menschen beschäftigt. Die Serie umfasst acht Filme, darunter der 1999 veröffentlichte King Gimp. Der Film handelt von dem Maler Dan Keplinger, der an Infantiler Zerebralparese erkrankte und trotz seiner Intelligenz Opfer von Spott wurde. Für den Film wurden beide mit dem Peabody Award und dem Oscar für den besten Dokumentarkurzfilm ausgezeichnet. 1987 gewannen beide für Beginning with Bong bereits einen Emmy.
Parallel zu den Stars of Inclusion entstand die Seniors-Serie, die vom Leben von Senioren handelt, darunter Grace, die das Leben einer Alzheimer-Patientin über zehn Jahre verfolgte.
In den 2000ern produzierten beide mehrere Filme für den Discovery Channel, insbesondere eine Miniserie über die University of Maryland School of Medicine sowie die Serie The Critical Hour über die Ärzte und das Personal des Baltimore’s Shock Trauma Center. 2016 wurde die Serie unter dem Titel Shock Trauma: The Edge of Life fortgesetzt.

## Filmografie
Seniors
- 1984: Dominick and Margaret
- 1990: Miss Nora’s Store
- 1991: Marge and Walter
- 1992: Grace
- 2010: Alzheimer's, The 36 Hour Day

Stars of Inclusion
- 1986: Rachael, Being Five
- 1987: Beginning with Bong
- 1987: Shakissha and Friends
- 1992: Rachael in Middle School
- 1994: Bong & Donnell
- 1996: Sarah’s Graduation
- 1999: King Gimp
- 2008: The King of Arts
- 2008: The King’s Miracle
- 2013: 29 Years: Bong, Sarah and The King

The Critical Hour (Discovery Channel)
- 2004: 16 Episoden

Shock Trauma (Discovery Channel)
- 2016: 6 Episoden